# Martin Goetze (Radsportler)

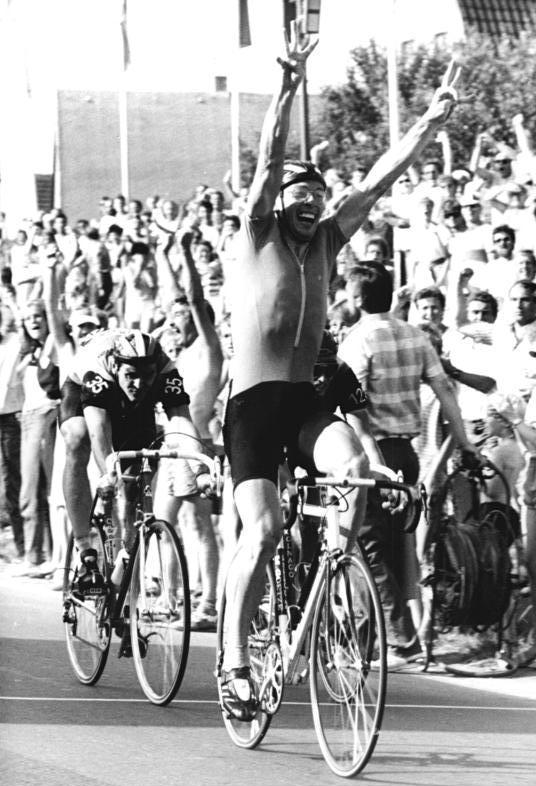
Martin Goetze wurde 1988 in Frohburg DDR-Straßenmeister.

Martin Goetze (* 31. Oktober 1957 in Leipzig) ist ein ehemaliger deutscher Radrennfahrer, der in der DDR aktiv war.

## Sportliche Laufbahn
Goetze war zunächst in der Leichtathletik aktiv und wandte sich 1973 dem Radsport in der BSG Aufbau Centrum Leipzig zu. 1976 wurde er zum SC DHfK Leipzig delegiert, wo er auch bei Klaus Ampler trainierte. Im Frühjahr 1974 erlitt er bei einem Sturz einen Schädelbruch, der ihn zu einer langen Wettkampfpause zwang. Als er nach langer Rehabilitation wieder Rennen fahren konnte, gewann er als Jugendlicher ein Rennen in der Männerklasse der BSG-Fahrer. Auf diesen Sieg war er später besonders stolz. 1979 wurde Martin Goetze erstmals DDR-Meister im Straßenrennen. Diesen Erfolg konnte er noch dreimal – 1980, 1985 und 1988 – wiederholen. Zudem errang er den nationalen Titel noch 1981 im Mannschaftszeitfahren mit der Mannschaft des SC DHfK Leipzig (Uwe Raab, Andreas Petermann, Bodo Straubel) sowie zweimal – 1981 und 1983 – im Kriterium. 1979 holte er zwei Etappensiege in der Bulgarien-Rundfahrt. Am Ende der Saison 1979 gewann er eines der längsten in Europa ausgetragenen Amateurrennen Prag–Karlovy Vary–Prag.
1982 wurde Goetze wegen seiner unangepassten Art trotz seiner Erfolge aus dem Kader des SC DHfK Leipzig gestrichen. Daraufhin wechselte er zunächst in eine Armeesportgemeinschaft, später zur TSG Gröditz und blieb weiterhin erfolgreich. Bei Rund um das Muldental war er 1983 erfolgreich. So gewann er 1987 die DDR-Bestenermittlung im Kriterium und im Zweier-Mannschaftsfahren, nachdem diese Disziplinen nicht mehr als offizielle DDR-Meisterschaften ausgetragen wurden.
1990 wurde er von Wolfram Lindner in das Team für die Friedensfahrt berufen und gewann deren letzte Etappe. Damit war er der letzte Rennfahrer aus der DDR, dem ein Etappensieg bei der Internationalen Friedensfahrt gelang. Er wechselte zurück zu seinem alten Verein, dem SC DHfK Leipzig. 1995 trat er vom Radsport zurück.

## Berufliches
Goetze hat nach seiner Ausbildung zum Maschinen- und Anlagenmonteur ein Studium für Ingenieurtechnik für Verkehrswesen absolviert. Heute führt Martin Goetze ein Fahrradgeschäft in Leipzig und gehört zu den Organisatoren der „Ostseetour“, einer Jedermann-Tour von Leipzig an die Ostsee innerhalb von 24 Stunden, die seit 2000 stattfindet.

## Familiäres
Sein Bruder Stefan Goetze war ebenfalls als Radrennfahrer aktiv.